# Râul Valea Fiașului
Râul Valea Fiașului este unul din cele două brațe care formează Pârâul lui Coman. 